# Prostitución en Haití

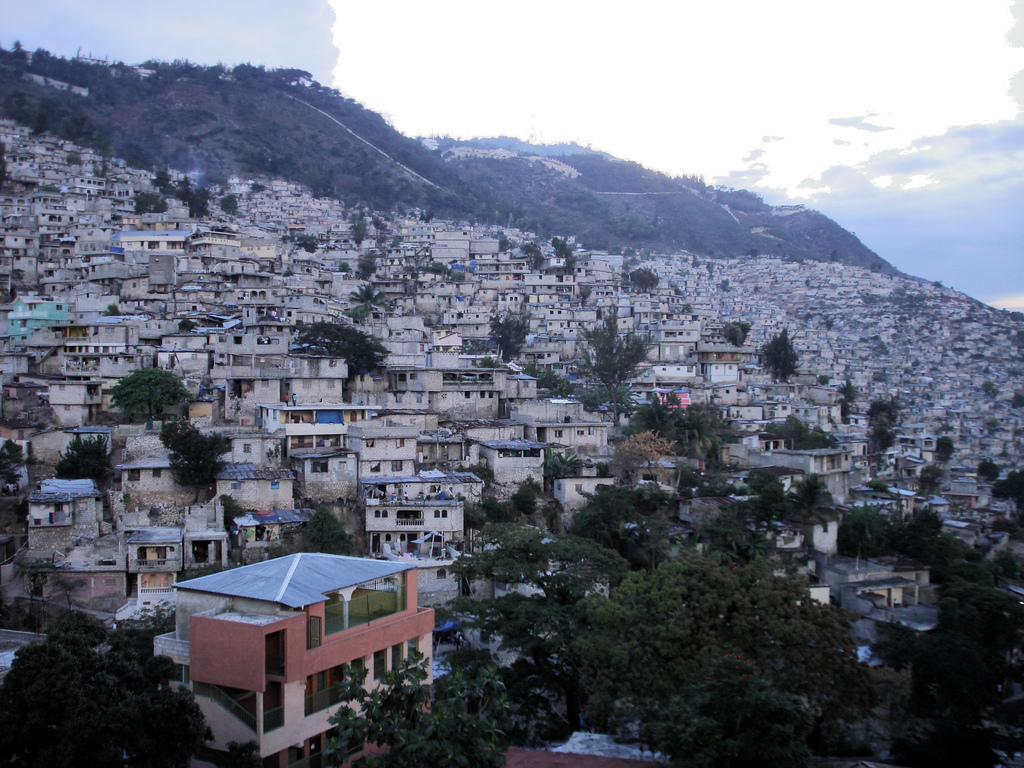
La comuna Pétion-Ville es el punto negro de la prostitución en el país isleño.

La prostitución en Haití, aunque es ilegal, sigue siendo un problema generalizado en el país, sobre todo en forma de prostitución callejera (especialmente en la comuna de Pétion-Ville, en Puerto Príncipe), así como en bares, hoteles y burdeles. ONUSIDA llegó a calcular la existencia de algo más de 70 000 prostitutas en el país. La aplicación de la ley es generalmente laxa.
En la década de 1970, el país era uno de los principales destinos del turismo sexual para adultos, incluidos hombres homosexuales. El turismo sexual disminuyó por el temor al VIH/sida, pero ha vuelto, incluido el turismo sexual infantil.
Haití sufre una pobreza extrema, y gran parte de la población vive con menos de un dólar al día; quienes carecen de otros recursos suelen recurrir a la prostitución.
Tras el terremoto de 2010, muchas prostitutas de la República Dominicana cruzaron la frontera en busca de clientes entre los trabajadores humanitarios y el personal de Naciones Unidas. Las mujeres dominicanas cobran más por tener la piel más clara.

## Denuncias de conducta sexual inapropiada por equipos de ayuda

### Misión de paz de Naciones Unidas
Varios cientos de soldados de Sri Lanka, que formaban parte de la misión de paz de la ONU, fueron expulsados del país en 2007. Estaban implicados en el tráfico de niñas haitianas a Sri Lanka y también en la prostitución infantil a nivel local.
En 2010 se informó de que se habían encontrado mujeres dominicanas víctimas de la trata en burdeles supuestamente frecuentados por personal de la ONU.
En 2015, Naciones Unidas informó de que, entre 2008 y 2014, miembros de su misión de mantenimiento de la paz habían abusado sexualmente de más de 225 mujeres haitianas a cambio de alimentos, medicamentos y otros artículos.
La ONU tiene una política de tolerancia cero hacia su personal que visita el comercio sexual local, pero es prácticamente inaplicable.
Como en otros países con fuerte presencia de la ONU (o, en su caso, de otras organizaciones internacionales), la combinación de factores (población local en condiciones de extrema pobreza y presencia de personal extranjero bien remunerado, la mayoría de ellos lejos de sus familias) favorece la prostitución.

### Oxfam
En febrero de 2018 una investigación del diario The Times descubrió que Oxfam permitió la dimisión de tres hombres y despidió a cuatro por falta grave tras una investigación sobre explotación sexual, descarga de pornografía, acoso e intimidación. Un informe confidencial elaborado por Oxfam en 2011 descubrió que había habido "una cultura de impunidad" entre parte del personal en Haití y concluyó que "no se puede descartar que alguna de las prostitutas fuera menor de edad". Entre el personal al que se permitió dimitir se encontraba el director de la organización benéfica en Bélgica, Roland Van Hauwermeiren. Según el informe interno, Van Hauwermeiren admitió haber recurrido a prostitutas en un chalet cuyo alquiler pagaba Oxfam con fondos benéficos. La entonces directora ejecutiva de Oxfam, Barbara Stocking, ofreció a Van Hauwermeiren "una salida gradual y digna", ya que su despido podría tener "graves consecuencias" para el trabajo y la reputación de la organización.
Oxfam no informó de ninguno de los incidentes a las autoridades haitianas, alegando que "era extremadamente improbable que se tomara ninguna medida". Aunque Oxfam reveló detalles del incidente a la Comisión de Caridad, tras la investigación de The Times la Comisión reveló que nunca había recibido el informe final de la investigación y Oxfam "no detalló las acusaciones precisas, ni hizo ninguna indicación de posibles delitos sexuales que implicaran a menores". A la luz de la información revelada por el diario, un portavoz de la Comisión comentó que: "Esperaremos que la organización benéfica nos garantice que ha aprendido las lecciones de incidentes pasados".
En respuesta a las revelaciones, Liz Truss, en ese momento Secretaria Principal del Tesoro del Reino Unido, calificó los informes de "chocantes, enfermizos y deprimentes". Tras la publicación del informe, Oxfam emitió un comunicado en el que afirmaba que "Oxfam trata cualquier acusación de mala conducta con extrema seriedad. Tan pronto como tuvimos conocimiento de una serie de acusaciones -incluidas las de conducta sexual inapropiada- en Haití en 2011 pusimos en marcha una investigación interna. La investigación se anunció públicamente y los miembros del personal fueron suspendidos a la espera del resultado". El comunicado también añadía que las acusaciones "de que niñas menores de edad podrían haber estado involucradas no fueron probadas". En declaraciones al programa de la BBC Andrew Marr Show, la secretaria de Desarrollo Internacional, Penny Mordaunt, dijo que Oxfam había fallado en su "liderazgo moral" en relación con el "escándalo". Mordaunt también dijo que Oxfam había hecho "absolutamente lo incorrecto" al no informar al gobierno de los detalles de las acusaciones.

## VIH
Haití tiene los casos más elevados de VIH/sida de la región del Caribe, con una prevalencia estimada en torno al 1,8 % en 2013. Un análisis de las causas de muerte, que comenzó cuando se empezaron a recopilar los certificados de defunción de los hospitales en 1997, muestra que el sida era la principal causa de muerte en el país, pero a partir de 2010, esto se ha reducido a sólo un 1 % de causa de muerte, ya que las cuestiones relacionadas con los desastres han sido la principal causa con un 66 %.

## Tráfico sexual
Según el Departamento de Estado de los Estados Unidos, Haití es país de origen, tránsito y destino de la trata de personas. Mujeres y niños, sobre todo de Venezuela y República Dominicana, son introducidos en el país con fines de prostitución forzada.
Las penas para los condenados por trata de seres humanos son penas de cárcel de 7 a 15 años y multas elevadas. Si existen agravantes, como la trata de menores, la condena puede entrelazarse con la cadena perpetua. Pueden imponerse penas similares a quienes obtengan, o intenten obtener, servicios sexuales de una víctima de trata.
Hasta 2023, la Oficina de Vigilancia y Lucha contra la Trata de Personas del Departamento de Estado de los Estados Unidos mantenía clasificado a Haití como país de "nivel 2". El empeoramiento de la crisis que mantenía activa desde 2019, tras el asesinato del presidente Jovenel Moïse en 2021 y la ruptura de la esfera pública con la aparición de bandas y grupos paralimitares, llevaron en 2024 a su clasificación como "caso especial".